# 星信郎
星 信郎（ほし しんろう、1934年- ）は、水彩画家。雑誌のイラストなども手がける。

## 略歴
福島県会津田島町（現南会津町）に生まれる。春日部たすく、長沢節の元で絵を学び、水彩連盟（キッシュ・アート部）の会員になり、その後、セツ・モードセミナーの常任講師を務める。
長沢節、初川良ほか6人で絵画団体サンチマン・ヌーボーを結成し、セツ・モードセミナーを退職。のち、フリーの画家として活動していた。